# Herman I von Schwalenberg
Hermann I von Schwalenberg (ur. ok. 1163, zm. ok. 1224) – hrabia Schwalenberg, hrabia Waldeck, właściciel klasztorów w Paderborn, Arolsen i Flechtdorf.
Herman I urodził się około roku 1163 jako drugi syn Wolkwina II Schwalenberg i jego drugiej żony. W roku 1184 Hermann von Waldeck był już hrabią Schwalenberg. W 1185 brał udział wraz ze swoimi braćmi w założeniu klasztoru Marienfeld. W 1189 zrezygnował z tytułu hrabiego Schwalenberg i został nadzorcą kladztoru w Paderborn, otrzymał też wieś Brilon. Stracił jednak Aroldessen i w 1195 również Flechtdorf. Herman I umarł w skrajnej nędzy w 1224